# 乔安娜·休斯
乔安娜·休斯（英語：Joanna Hughes，1977年12月22日—），澳大利亚女子竞技体操运动员。她曾代表澳大利亚参加1994年英联邦运动会体操比赛，获得女子团体全能铜牌。她也曾参加1996年夏季奥林匹克运动会。